# Josep Sebastià Pons
Josep Sebastià Pons (Illa, Rosselló, 5 de novembre de 1886 - 25 de gener de 1962), nom de ploma de Josep Pons i Trainier, fou un escriptor català i una de les figures més destacades de la literatura nord-catalana del segle xx. Va ser poeta, narrador, autor dramàtic i pintor d'aquarel·les.

## Biografia
Profundament enamorat del terrer i de la cultura i la llengua catalana però allunyat de l'activisme polític i ideològic propi del catalanisme militant, Josep Sebastià Pons va conjuminar al llarg de tota la seva vida la professió universitària amb la vida del petit propietari rural.
Va néixer en una família benestant i conservadora, fill del metge i botànic Simó Pons i d'Antoinette Trainier, membre d’una família de petits notables locals. Era germà de Simona Gay, que seria la primera escriptora en català del segle xx a la Catalunya Nord. Malgrat que la llengua familiar era el francès, els fills del matrimoni van viure una infantesa plenament immersa en la llengua catalana, que era la parlada pel servei, els avis paterns de Corbera, els companys d'escola i tothom al carrer.
Josep estudià a Perpinyà, Montpeller i un any a Madrid (1905), on va coincidir amb Unamuno, Machado i Quintero. En una escala d'aquell viatge, a Barcelona, va adquirir un exemplar de Canigó de Jacint Verdaguer, que li causà una profunda impressió, fins al punt que més endavant prendria la determinació d'escriure la seva poesia en català en un context en què, malgrat que era ben present a la vida diària, ningú no l'escrivia.
Un cop tornat va treballar com a professor de literatura d'institut a Garait i a Montpeller. Durant la Primera Guerra Mundial fou cridat a files i fet presoner, experiència que traslladà al poemari L'estel de l'escamot (1921). L'any 1929 es doctorà en lletres per la Universitat de Tolosa amb una tesi sobre la literatura catalana al Rosselló dels segles xvii i xviii, és a dir en el moment de l'annexió a França i el procés de francesització que la va seguir. Posteriorment, exercí com a catedràtic de llengua i literatura espanyola en aquesta universitat durant el període de 1933 a 1953, moment en què va retirar-se a una casa de la vall del Bulès tot mantenint el càrrec de Mantenidor de la Companyia del Gai Saber fins al final de la seva vida. La mort prematura de la seva esposa Elena Soler, l'any 1933, tingué un fort impacte en la seva obra poètica.
La seva trajectòria literària s'inicià l'any 1911 amb la publicació de Roses i xiprers, signant com a Joseph Pons. A partir del segon recull, El bon pedrís (1919), adoptà el nom literari de Josep Sebastià Pons en homenatge a Tià (Sebastià), l'home de la seva dida Julie, tots dos referents importants en l'aprenenatge de la llengua catalana de l'autor. La prosa en francès serà signada sovint amb el nom de Joseph-Sébastien Pons.
Considerat el poeta del Rosselló i el gran escriptor nord-català del seu temps, la seva obra va ser l'objecte d'elogis per escriptors tan prestigiosos com Josep Pla o Carles Riba, i també va servir de model a la literatura occitana contemporània (especialment a l'escriptor Max Roqueta). El 1961 fou nomenat membre corresponent de la Secció Filològica de l'Institut d'Estudis Catalans.
L'any 1983, l'escriptor i promotor cultural Esteve Albert va guanyar el Premi literari Vila de Perpinyà amb l'assaig Procés i projecció de l'obra de Josep Sebastià Pons, culminació d'una tasca de reivindicació del poeta rossellonès impulsada per qui n'havia estat bon amic des dels anys cinquanta. Aquesta obra restà inèdita fins a la seva publicació l'any 2023 amb el títol Josep Sebastià Pons, poeta de la Catalanitat Essencial.
La seva vida i obra han estat estudiades per l'esmentat Esteve Albert, Pere Verdaguer i Cristià Camps en diverses publicacions.

## Obra

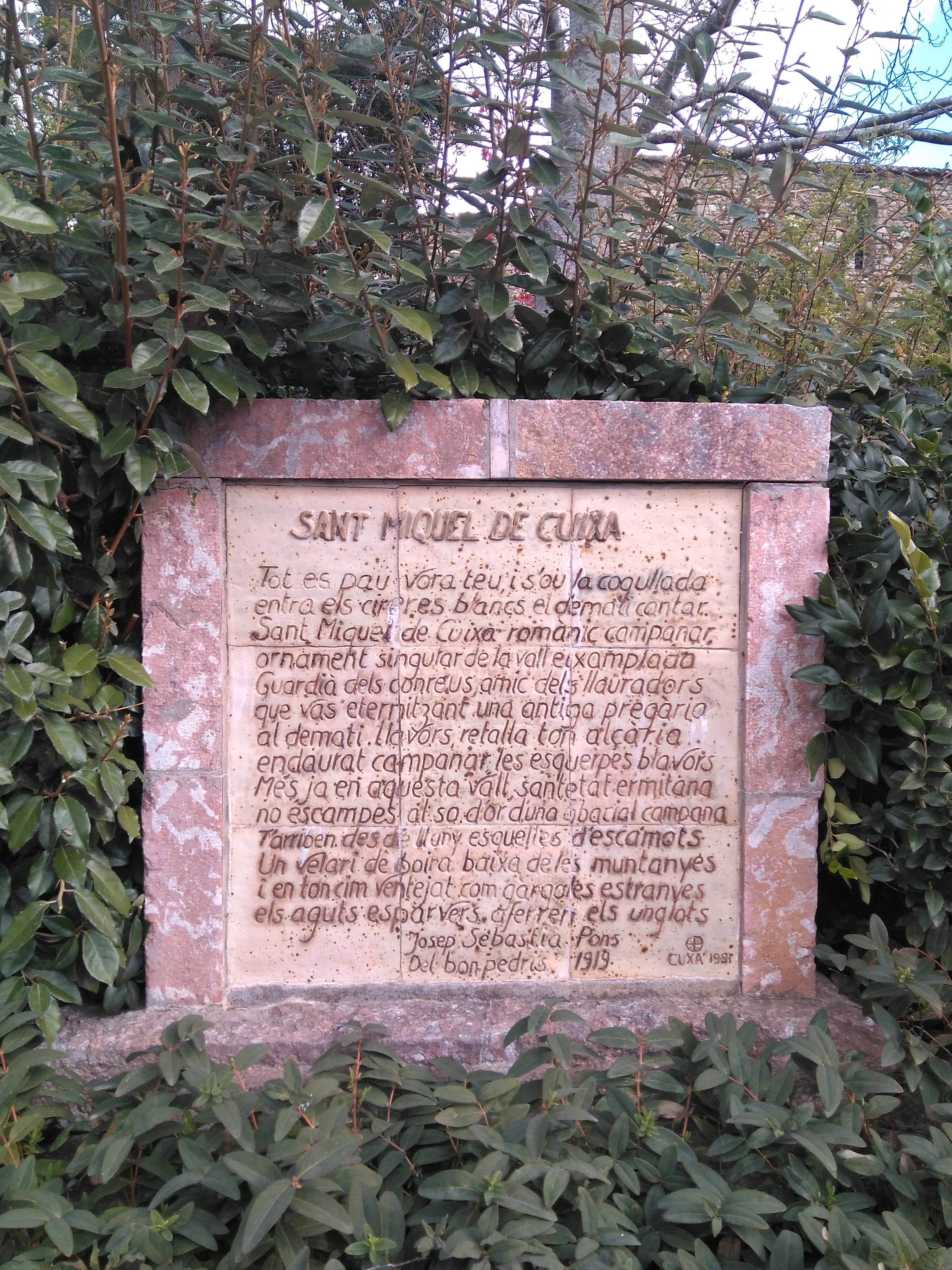
Poema de Josep Sebastià Pons a l'entrada del monestir de Sant Miquel de Cuixà

### Poesia
Amb ecos de Virgili, de Ronsard, de Maragall i dels simbolistes francesos, la poesia de Pons traspua una tradició mil·lenària. La postura estètica, classicitzant i plena de melangia, l'acosta als poetes noucentistes, però sense defugir mai la fidelitat a ell mateix i al seu terrer, el país rossellonès.
Al seu primer llibre de poemes, Roses i xiprers (1911), hi apareixen ja molts dels temes que seran constants en la seva obra: l'arrelament a la terra i als seus homes, el pas del temps, els cicles de les estacions, les festes tradicionals, l'oblit i el record, l'acontentament retirat, la fidelitat del seu amor, etc. De fet, la seva obra presenta una continuïtat sostinguda en tots els aspectes (estil, vocabulari, temes): més que expandir-se, s'aprofundeix, es depura, s'essencialitza. Les formes de què se serveix el poeta són les tradicionals en la poesia, sobretot la cançó.
El segon llibre, El bon pedrís (1919), manté el mateix capteniment humil i simple del pagès, però dona entrada al tema amorós, que s'entrelliga amb els temes anteriors. L'estel de l'escamot (1921) traspua a la primera part tota l'experiència bèl·lica i dels camps de concentració que va suposar el desagradable parèntesi de la Primera Guerra Mundial; a la segona, però, el poeta fa un cant a la pau, entesa com la recuperació de la identitat amb la tradició i els costums, amb la familiaritat de la llar.
Més endavant, Canta perdiu (1925) representa la consecució de la seva maduresa expressiva, a partir d'una actitud idíl·lica que canta la joia que proporcionen l'oblit, la soledat, la puresa i la comunió amb la natura. Al següent recull, L'aire i la fulla (1930), Pons fa un important pas endavant cap a la consolidació de la seva poesia: l'acontentament del llibre anterior, tenyit d'estoïcisme i d'un cert panteisme, es converteix aquest en meditació, en reflexió de la pròpia experiència poètica. S'hi observa un decantament cap a una major intel·lectualització, cap a una poesia més pura, partint sempre d'imatges de la vida quotidiana, de la naturalesa i dels seus elements. S'hi insinua també la veta satírica i informal dels reculls posteriors.

La mort inesperada de la seva muller, Elena Soler, l'any 1933, trasbalsà enormement el poeta. En aquest sentit, al recull Cantilena (1937) s'hi fonen la descripció de la natura amb la interrogació reflexiva. És el punt culminant de la trajectòria poètica ponsiana, com ja va notar Carles Riba quan va escriure:
| « | Jo no conec en la nostra llengua unes estructures de poesia, per tots els elements de les quals se'ns comuniqués amb més dolçor, amb més seguretat i més senzilla, amb talment quotidiana plenitud, el sentiment de la comunió dels vius i dels morts des del vessant terrenal. | » |

Més de deu anys després, a Conversa (1950) la dolor per la pèrdua de l'esposa que havia motivat el to elegíac a Cantilena deixa pas al pur silenci de la vida, i el silenci, al cant. El poeta torna als exemplars més purs de la natura, a les faules, sota la doble assumpció de La Fontaine i de la rondallística: composta de paisatges i de retrats femenins –amb ressons d'Edgar Allan Poe i de Walter de la Mare–, hi desfilen els sants humils de la seva terra.
Publicat primer com a complement de la segona edició de Canta perdiu (1960), amb Contrapunt, Pons assoleix l'expressió d'una regla de vida, basada en l'acumulació d'experiència i en el contacte íntim i l'observació atenta de la natura.
Ja després de la seva mort, l'any 1962, el seu amic i poeta Tomàs Garcés es va fer càrrec de l'edició de l'Obra poètica (1976), que inclou el llibre pòstum Cambra d'hivern (1966). Al costat de poemes circumstancials i de temes més o menys convencionals, aquest recull conté un llarg poema, la "Faula d'Orfeu", que esdevé una mena de testament poètic.

#### Poesia catalana completa
L'any 2019 Edicions de la Ela Geminada va publicar la poesia completa de Pons en català, editada per Eusebi Ayensa. Aquest volum corregeix els errors acumulats al llarg dels anys en les diferents edicions de l'obra lírica de Pons, que recull íntegrament i eixampla, donant a conèixer un centenar llarg de poemes nous, noranta dels quals rigorosament inèdits.

### Teatre i prosa
Pons també va conrear el teatre poètic i medievalitzant, amb La font de l'Albera (1922), Amor de pardal (1923), El singlar (1923) i Misteri de Sant Pere Ursèol (1952), amb la col·laboració de compositors de primer ordre com Enric Morera o Pau Casals.
En l'àmbit de la prosa destaquen el recull de relats i contes del Llibre de les set sivelles (1956) i l'autobiografia L'ocell tranquil, escrita originàriament en francès, traduïda i editada en català per Ramon Folch el 1977.
Com a crític i historiador de la literatura, cal posar en relleu la tesi La littérature catalane en Roussillon au XVIIe et au XVIIIe siècle (1929), a més d'altres estudis sobre clàssics catalans (Ramon Llull, Bernat Metge o Jaume Roig) i castellans (Garcilaso de la Vega, l'Arxipreste d'Hita o Miguel de Cervantes), així com Déodat de Séverac, Aristides Maillol o Jacint Verdaguer.

## Llista d'obres

### Poesia
- Roses i xiprers (1911)
- El bon pedrís (1919)
- Dia dels Reis (Jocs Florals de Barcelona, 1919)
- Dona de presoner (Jocs Florals de Barcelona, 1919)
- Aigues-forts de Curlanda (Jocs Florals de Barcelona, 1919)
- L'estel de l'escamot (1921)
- Canta perdiu (1925)
- L'aire i la fulla (1930)
- Cantilena (1937, il·lustrat per Aristides Maillol)
- Poesies catalanes (1942, extracte dels tres reculls precedents)
- Conversa (1950, amb dibuixos a la ploma d'Enric Frère)
- Cambra d'hivern (1966, pòstum)

### Teatre
- La font de l'Albera (1922, escrita amb Gustau Violet i música d'Enric Morera)
- Amor de pardal (1923)
- El singlar (1923)
- Misteri de Sant Pere Ursèol o de Sant Miquel de Cuixà (1952, amb música de Pau Casals)
- L'amor i el papagai (1957)

### Narrativa
- Concert d'eté (1950, en francès)
- Llibre de les set sivelles (1956)

### Prosa diversa
- La littérature catalane en Roussillon au XVIIe et au XVIIIe siècles (1929, tesi en francès)
- L'ocell tranquil (1977, autobiografia escrita originàriament en francès)

## Edicions recents
- Prosa Completa I. Edició crítica a cura d'Enric Prat i Pep Vila.  Barcelona: Columna, 1991. ISBN 978-84-7809-322-9.
- Teatre Complet. Edició crítica a cura d'Enric Prat i Pep Vila.  Barcelona: Columna, 1993. ISBN 84-7809-205-6.
- Joseph Sébastien/Josep Sebastià Pons. Antologia bilingüe francès-català a cura de Pere Verdaguer.  Perpinyà: Les Publications de l'Olivier, 2002. ISBN 2-908866-15-3.
- Poesia catalana completa. Edició a cura d'Eusebi Ayensa.  Girona: Edicions de la Ela Geminada, 2019. ISBN 978-84-09-15428-9.